# Storronden
Storronden es una de las montañas más importantes de Rondane, Noruega, junto con Rondeslottet y Smiubelgen. Se encuentra en Sel, Oppland.